# Isotes neoallardi
Isotes neoallardi es una especie de insecto coleóptero de la familia Chrysomelidae. Fue descrita científicamente en 1953 por Blake.